# ジャン＝ポール・サヴィニャック
ジャン＝ポール・サヴィニャック（Jean-Paul Savignac、1936年5月8日 - 、ヴェルサイユ出身）は、フランスの画家、映画監督である。同姓同名の古典文学者（Jean-Paul Savignac）がいるが、まったくの別人である。

## 来歴・人物
1936年5月8日、フランス・イヴリーヌ県ヴェルサイユに生まれる。幼少期をオート＝ガロンヌ県トゥールーズで送り終戦を迎える。1954年、リセ・ピエール＝ド＝フェルマ校を卒業、パリへ移り、ピエール・シャルパンティエをパトロンにモンパルナスのアトリエ・シャルパンティエで画業に励む。装飾芸術美術館（Les Arts Décoratifs）の館長と親しくなる。
1959年、23歳のときにジャン・ドラノワ監督のジャン・ギャバン主演映画『ギャンブルの王様』の美術装飾助手を経験。1959年 - 1962年、徴兵でヨンヌ県ジョワニー駐屯地やパリの映画局で勤務。1962年の除隊後、ジャン＝リュック・ゴダール監督の『女と男のいる舗道』で助監督になる。以来、『カラビニエ』（1963年）、そして『はなればなれに』（1964年）と『アルファヴィル』（1965年）というゴダールのもっとも幸福なアンナ・カリーナ主演作品3本の合計4本に助監督としてつき、ジャック・ドゥミ監督の『シェルブールの雨傘』（1964年）、アニエス・ヴァルダ監督の『幸福』にも助監督をつとめた。
1965年、助監督経験たった3年で、『アルファヴィル』を製作した製作会社ショミアーヌと映画プロデューサーアンドレ・ミシュランによって、『アルファヴィル』のエディ・コンスタンティーヌ主演映画の監督に抜擢される。前年1964年に公開されたアンリ・ドコワン監督の『Nick Carter va tout casser（ニック・カーターがすべてを壊す）』の続編、『Nick Carter et le trèfle rouge（ニック・カーターと赤のクローバー）』である。撮影には、サヴィニャックが初めて助監督を経験した『女と男のいる舗道』で撮影助手だったクロード・ボーソレイユ。のちにフランソワ・トリュフォーの遺稿を映画化した『小さな泥棒』（1988年）で知られる映画監督クロード・ミレールが初めて助監督を経験するのもこの作品であった。また、彼が助監督をつとめた『シェルブールの雨傘』と『幸福』のプロデューサー、マグ・ボダールのパルク・フィルムも本作に出資している。
ゴダールが1966年の『男性・女性』、あるいは1967年8月の「商業映画との決別宣言」以降、毛沢東主義とシネマ・ヴェリテに没入するに至り、当時のゴダールについて、あるいは五月革命についてのドキュメンタリーを監督し、師匠に伴走しようと試みたが、「ジガ・ヴェルトフ集団」には参加しないまま、戦線を離脱。映画からも離れ、1975年からは絵画の世界へ戻っていった。
ゴダールとカリーナのもっとも幸福な時期の目撃者であり、ヌーヴェルヴァーグのもっとも華やかな部分を生きた人物である。またスピードデビューを飾った『ニック・カーターと赤のクローバー』は、『アルファヴィル』の一種のスピンアウト作であり、彼の同僚助監督であり10年ゴダールに尽くしたシャルル・L・ビッチの長編デビュー作『最後の男』（1968年）も『アルファヴィル』と世界観を共有した作品であった。ゴダール自身の『未来展望』（1967年、オムニバス『愛すべき女・女たち』の一篇）とともに、「『アルファヴィル』の子どもたち」である。クリス・マルケル監督の『ラ・ジュテ』（1962年）がゴダールに起こしたインスパイアはこのように短時間で華やかに育った。

## フィルモグラフィー

### 監督
- Nick Carter et le trèfle rouge（ニック・カーターと赤のクローバー）　1965年　監督・脚本　原作クロード・ランク、脚色ポール・ヴェキアリ、撮影クロード・ボーソレイユ、製作主任フィリップ・デュサール、助監督クロード・ミレール、出演エディ・コンスタンティーヌ、ジョー・ダッサン、グラッツィラ・ガルヴァーニ　仏伊合作　製作ショミアーヌ、フィルムステュディオ、パルク・フィルム
- Jean-Luc Godard（ジャン＝リュック・ゴダール）　ドキュメンタリー　1967年　主演ジャン＝リュック・ゴダール
- Que s'est-il passé en mai ?（五月に何が起こったか?）　1968年　製作・監督
- Député 73（議会 73）　ドキュメンタリー　1973年　監督・撮影　製作レ・フィルム・モリエール、ステファン・フィルム

### 撮影
- La Route　1975年　監督・脚本ジャン＝フランソワ・ビゾー

### 助監督
- 女と男のいる舗道 Vivre sa vie: Film en douze tableaux　1962年　監督ジャン＝リュック・ゴダール、製作ピエール・ブロンベルジェ、音楽ミシェル・ルグラン、撮影ラウール・クタール、助監督ベルナール・トゥブラン＝ミシェル、撮影助手シャルル・L・ビッチ、クロード・ボーソレイユ、スクリプターシュザンヌ・シフマン、主演アンナ・カリーナ　製作レ・フィルム・ド・ラ・プレイヤード、パテ・シネマ
- カラビニエ Les Carabiniers　1963年　監督・脚本・編集ジャン＝リュック・ゴダール、原案ロベルト・ロッセリーニ、製作ジョルジュ・ド・ボールガール、カルロ・ポンティ、撮影ラウール・クタール、助監督シャルル・L・ビッチ、撮影助手クロード・ボーソレイユ、出演アルベール・ジュロス、バルベ・シュロデール、ジャン＝ルイ・コモリ　仏伊合作　製作レティシア・フィルム、ローマ＝パリ・フィルム
- シェルブールの雨傘 Les Parapluies de Cherbourg　1964年　監督・脚本ジャック・ドゥミ、製作マグ・ボダール、音楽ミシェル・ルグラン、撮影ジャン・ラビエ、製作主任フィリップ・デュサール、主演カトリーヌ・ドヌーヴ　西ドイツ仏合作　パルク・フィルム、マドレーヌ・フィルム、ベータ・フィルム
- はなればなれに Bande à part　1964年　監督・脚本ジャン＝リュック・ゴダール、音楽ミシェル・ルグラン、撮影ラウール・クタール、製作主任フィリップ・デュサール、助監督エレーヌ・カルーギン、スクリプト・スーパーヴァイザ：シュザンヌ・シフマン、主演アンナ・カリーナ　アヌーシュカ・フィルム、オルセー・フィルム
- アルファヴィル Alphaville, une étrange aventure de Lemmy Caution　1965年　監督ジャン＝リュック・ゴダール、製作アンドレ・ミシュラン、音楽ポール・ミスラキ、撮影ラウール・クタール、製作主任フィリップ・デュサール、助監督シャルル・L・ビッチ、エレーヌ・カルーギン、ジャン＝ピエール・レオ（兼出演）、出演エディ・コンスタンティーヌ、アンナ・カリーナ、ジャン＝ルイ・コモリ、ジャン＝アンドレ・フィエシ、クリスタ・ラング、ラズロ・サボ　仏伊合作　製作アトス・フィルム、ショミアーヌ、フィルムステュディオ
- 幸福 Le Bonheur　1965年　監督・脚本アニエス・ヴァルダ、製作マグ・ボダール、撮影ジャン・ラビエ、クロード・ボーソレイユ、製作主任フィリップ・デュサール、ミシェル・クロケ、撮影助手クロード・ジディ　製作パルク・フィルム